# Florian Bauer (Bobfahrer)
Florian Bauer (* 11. Februar 1994 in Töging am Inn) ist ein deutscher Bobsportler.

## Werdegang
Sein internationales Debüt gab Bauer im Zweier- sowie im Viererbob im November 2017 im Bob-Europacup. Bei der Bob-Juniorenweltmeisterschaft 2018 in St. Moritz gewann er nach einem siebenten Platz im Zweierbob gemeinsam mit Pablo Nolte, Alexander Mair und Matthias Sommer Gold im Viererbob. Am 15. Dezember 2018 gab er im Viererbob-Wettbewerb von Winterberg sein Debüt im Bob-Weltcup. Als Dritter konnte er mit dem Bob von Pilot Johannes Lochner auf Anhieb sein erstes Weltcup-Podium erreichen. Bei dem gleichzeitig als Europameisterschaften 2019 gewerteten Viererbob-Weltcup am Königssee im Januar konnte er sich im Lochner-Bob seinen ersten Sieg sichern und wurde zudem Europameister. Bei der Weltmeisterschaft im gleichen Jahr in Whistler wurde Bauer als Anschieber von Lochner nur Neunter. Bei der Europameisterschaft 2020 in Winterberg verteidigte der Viererbob seinen Titel aus dem Vorjahr. Zum Ende der Weltcup-Saison, bei der er bis auf zwei vierte Plätze alle Rennen auf dem Podium beendete, erreichte er bei der Weltmeisterschaft 2020 in Altenberg die Silbermedaille. Ein Jahr später gewann er auf gleicher Bahn die Bronzemedaille. Zuvor startete er in der Saison 2020/21 erstmals auch im Zweierbob mit Pilot Lochner.
Bei den Olympischen Winterspielen 2022 in Peking gewann Bauer mit seinem Piloten Johannes Lochner im Zweierbob die Silbermedaille beim ersten Dreifachsieg einer Nation in dieser Disziplin bei Olympischen Spielen. Im Viererbob wiederholte er mit Lochner den Gewinn der Silbermedaille.

## Auszeichnungen
- 2022: Silbernes Lorbeerblatt[3]